# Louis Gossin
Louis Gossin est un sculpteur français né à Paris le 5 juin 1846 et mort à Ivry-sur-Seine le 6 décembre 1924.
Sa production variée est composée principalement de grande statuaire à de la statuaire décorative, ayant notamment pour thème la mythologie.
Il fut le premier sociétaire des Artistes français.
Élève de Mathurin Moreau, il expose régulièrement au Salon à partir de 1877. Parmi ses diverses médailles, il reçut : Médailles de troisième classe en 1882, de deuxième classe en 1886, de bronze en 1889 et en 1900 à l'Exposition Universelle.

## Œuvres présentes dans des collections publiques
Musée des Augustins, Toulouse : 
- Amo, 1882, plâtre[4]

Petit Palais, Paris :
- Le Dénicheur d'aigle, 1890, modèle en plâtre à grandeur nature pour un bronze qui ornait le Parc des Buttes-Chaumont, fondu en 1942[5], dépôt de la COARC (Conservation des Œuvres d'Art Religieuses et Civiles)

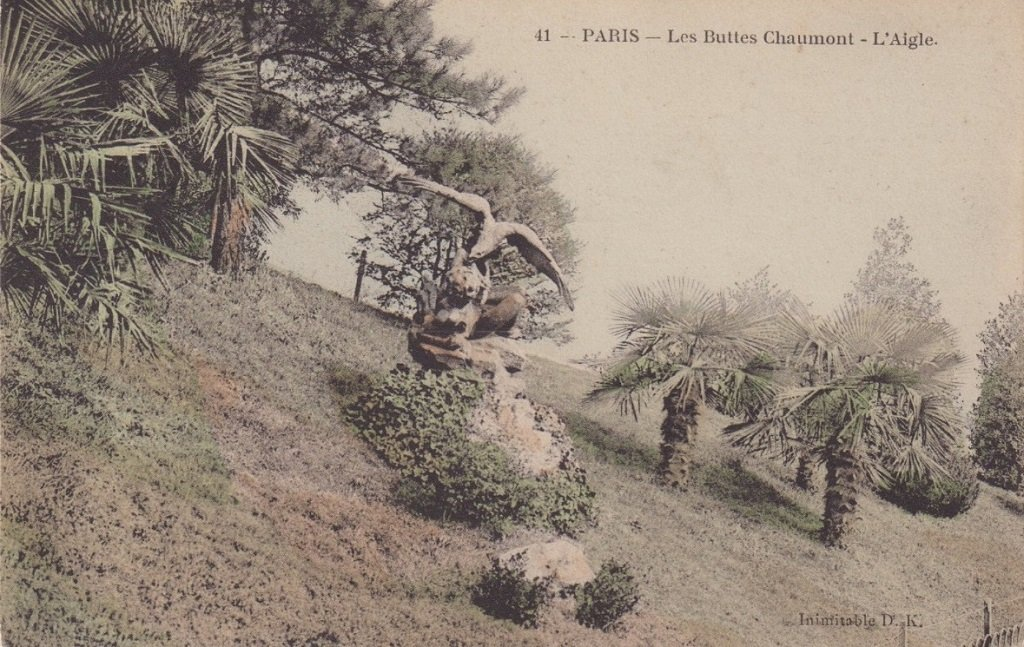
Carte postale montrant le bronze de la sculpture dans le Parc des Buttes-Chaumont, avant qu'elle ne soit fondue en 1942

Cette sculpture, présentée pour la première fois au Salon de 1890, ne trouve pas preneur. Le plâtre en acquis par la Ville de Paris en 1897 puis fondu pour une installation en 1903 dans le parc, grâce à l'intervention de Charles Bos. Entre-temps, il est exposé au Salon de 1899 et à l'Exposition universelle de 1900, dans le Pavillon de la Ville de Paris au Cours-la-Reine.